# IDEA
IDEA (angl. International Data Encryption Algorithm) je simetrični bločni enkripcijski algoritem. Prvič sta ga objavila Xuejia Lai and James L. Massey leta 1990 z imenom PES (Proposed Encryption Standard). Kasneje pa sta ga z nekaj izboljšavami preimenovala v IPES (Improved Proposed Encryption Standard). Leta 1992 je dobil postopek dokončno ime IDEA. Algoritem je bil razvit v Švici in uporablja 128-bitni ključ, pri tem se bistveno razlikuje od algoritma DES. Postal je standard tako v Evropi kot tudi v ZDA. Njegovo licenco za javno uporabo drži podjetje Ascom-Tech, medtem ko je zasebna uporaba brezplačna. 

## Opis
Enkripcija se izvaja nad 64-bitnimi bloki, ki jih razdelimo na 16-bitne podbloke. Pri postopku enkripcije in dekripcije uporabljamo isti algoritem, pri tem uporabljamo 128-bitni ključ, različen je le vrstni red ključev, ki jih dobimo iz osnovnega ključa. Rezultat enkripcije so 64-bitni bloki tajnopisa.
Osnovna ideja postopka je uporaba treh različnih algebrskih operacij. Operacije, ki se uporabljajo v vseh postopkih, so naslednje: 
- XOR logični operator
- seštevanje po modulu 216
- množenje po modulu 216 + 1

Te tri operacije se izvajajo nad 16-bitnimi podbloki. Lahko pa seveda uporabljamo tudi 4 ali 8 bitne podbloke. V takšnih primerih moramo vzeti 16 ali 32- bitne bloke čistopisa. Postopka ne moremo posplošiti na večje bloke (dolžina 32-bitov in s tem je skupni blok 128-bitov), ker število 232 + 1 ni praštevilo s tem ne moremo dobiti inverznih elementov, ki so nujno potrebni pri postopku dekripcije pri operaciji množenja po modulu. V prej opisanem postopku so števila za množenje po modulu praštevila.
IDEA je iterativen postopek, kar pomeni, da je sestavljena iz posameznih krogov. Vsi takšni algoritmi slonijo na dejstvu, da združujemo kriptografsko »šibke« funkcije (to pomeni, da jih znamo z razmeroma malo čistopisa in ustreznega tajnopisa razbiti) iz posameznega kroga v več krogov, dokler ne dobimo »močnejših« funkcij.